# Joseph Bessala
Joseph Bessala est un boxeur camerounais né le 19 avril 1941 à Douala et mort le 24 avril 2010 à Yaoundé.

## Biographie
Bessala est plusieurs fois champion du Cameroun et gagne le championnat africain en 1966 et en 1968 en poids welters ainsi que les Jeux africains de 1965. Il remporte une médaille d'argent aux Jeux olympiques de 1968 dans la même catégorie. C'est la première médaille pour le Cameroun aux Jeux olympiques.
Bessala meurt en 2010 des suites d'un cancer de la prostate.